# Clawfoot
Clawfoot es una película de suspenso estadounidense de 2023 escrita por April Wolfe, dirigida por Michael Day y protagonizada por Francesca Eastwood, Milo Gibson, Olivia Culpo, Néstor Carbonell y Oliver Cooper. Es el debut como director de Day.

## Reparto
- Francesca Eastwood como Janet
- Milo Gibson como Leo
- Olivia Culpo como Tasha
- Nestor Carbonell como Evan
- Oliver Cooper como Samuel

## Producción
En septiembre de 2022, se anunció que Eastwood y Gibson participarían en la película, que entonces estaba en producción en Los Ángeles. En octubre de 2022, se anunció que Culpo, Carbonell y Cooper fueron elegidos para la película y que el rodaje concluyó en Los Ángeles.

## Estreno
La película se estrenó en el Festival de Cine de Newport Beach el 14 de octubre de 2023 y se estrenó en cines el 16 de noviembre de 2023. En junio de 2024, Vertical adquirió los derechos de distribución de la película en Estados Unidos y programó su estreno en cines para el 19 de julio de 2024.